# Quintus Marcius Philippus (Konsul 186 v. Chr.)
Quintus Marcius Philippus (* um 229 v. Chr.) entstammte der römischen Adelsfamilie der Marcier und war 186 und 169 v. Chr. Konsul.

## Abstammung und frühe Laufbahn
Quintus Marcius Philippus war nach dem Zeugnis der Fasti Capitolini der Sohn eines Lucius und Enkel eines Quintus. Letzterer dürfte der Konsul des Jahres 281 v. Chr., Quintus Marcius Philippus, gewesen sein.
Da Marcius 169 v. Chr. älter als 60 Jahre war, muss sein Geburtsjahr auf etwa 229 v. Chr. angesetzt werden. Demnach nahm er wohl an der zweiten Hälfte des Krieges der Römer gegen Hannibal teil. Als Prätor verwaltete er 188 v. Chr. die Provinz Sizilien.

## Erstes Konsulat 186 v. Chr.
Nur zwei Jahre nach der Prätur gelangte Marcius zum Konsulat, das er 186 v. Chr. gemeinsam mit Spurius Postumius Albinus bekleidete. Angeblich aufgrund der Anzeige, die ein Publius Aebutius beim Konsul Postumius einreichte, wurde der in ganz Italien verbreitete, aus dem griechischen Kulturraum stammende Geheimkult der Bacchanalien aufgedeckt, dessen zahlreiche Anhänger angeblich Orgien feiern und schwere Verbrechen verüben sollten. In außerordentlicher Weise mit der Untersuchung der Vorgänge und Bestrafung der Teilnehmer des Kultes betraut, reisten beide Konsuln in dieser Mission quer durch Italien. Der römische Geschichtsschreiber Titus Livius berichtet ausführlich über die Entdeckung und Bekämpfung des Kultes durch die Konsuln, und ihre in dieser Sache an die italischen Verbündeten im Ager Teuranus (heute Tirioli) in Bruttium ergangenen Befehle teilt ein erhaltenes Senatus consultum de Bacchanalibus mit.
Marcius konnte seine Aufklärungsarbeit schneller abschließen als sein Kollege. Daraufhin brach er nach Ligurien auf, das eigentlich beiden Konsuln als Provinz übertragen worden war. Er rückte gegen die Apuaner vor, wurde von ihnen aber in eine einsame und enge Waldschlucht gelockt und dort angegriffen. Dabei musste er eine empfindliche Schlappe einstecken und sich zurückziehen. Zur Geheimhaltung seiner Verluste von 4000 Soldaten ließ er die restlichen ihm unterstellten Truppen in ihre Lager zurückkehren und blieb der Hauptstadt bis zum Ende seines Konsulates fern. Dennoch gelang ihm offenbar diese Verschleierung seiner Niederlage nicht, und die Stelle, an der er sie erlitten hatte, wurde Marcius Saltus genannt.

## Gesandtentätigkeit
Auf Wunsch des Senates unternahm Marcius Anfang 183 v. Chr. eine Gesandtschaftsreise zu König Philipp V. von Makedonien und in den Peloponnes. Nach Livius hatte schon Marcius’ Vater ein Verhältnis der Gastfreundschaft mit dem makedonischen König begründet; dies war wohl der Grund für die Entsendung des Marcius zu Philipp V. Letzterer musste auf Anordnung des römischen Gesandten früheren und neuen Forderungen der Weltmacht nachkommen und seine Soldaten aus den Küstenstädten Thrakiens abziehen, um keinen weiteren Krieg zu riskieren. Auf dem Peloponnes angekommen, konnte Marcius nicht erreichen, dass die Achaier Abstand von ihrem geplanten Krieg gegen Messene nahmen und stattdessen den Senat den Disput entscheiden ließen. Er berichtete nach der Rückkehr nach Rom Anfang 182 v. Chr. über seine Einschätzung der Lage in den von ihm bereisten Ländern Makedonien und Griechenland. Nach seiner Diagnose richteten sich die Antworten des Senats an die Gesandten der Achaier, Spartaner und des makedonischen Königs, dessen Pläne die Römer sehr beunruhigten. Offenbar hatte er aber diesen Absichten Philipps V. durch geheime Aktivitäten schon wirksam vorgebeugt.
Zum Decemvir sacris faciundis wurde Marcius 180 v. Chr. gewählt. Wahrscheinlich starben bald darauf einige Mitglieder dieses Kollegiums, weil er bereits 174 v. Chr. an dessen Spitze stand und in dieser Funktion einen feierlichen Schwur für das Erlöschen einer schweren Pestepidemie gemäß dem Spruche der Sibyllinischen Bücher darbrachte.
Marcius ging zwei Jahre später an der Spitze einer Gesandtschaft – deren andere Mitglieder Aulus Atilius Serranus und drei jüngere Römer, nämlich Publius und Servius Cornelius Lentulus sowie Lucius Decimius waren – wieder nach Griechenland. Damals hatte sich Rom zum Kampf gegen den seit 179 v. Chr. regierenden Makedonenkönig Perseus entschieden, ohne jedoch schon genügend aufgerüstet zu haben. Der Historiker Friedrich Münzer datiert diese diplomatische Reise des Marcius nach Kombination der Angaben von Polybios und Livius genauer in das letzte Viertel des Jahres 172 v. Chr. Mit tausend Soldaten reisten die fünf römischen Gesandten zunächst gemeinsam nach Kerkyra. Dort trennten sich ihre Wege. Decimius wurde zu König Genthios nach Illyrien geschickt, die beiden Lentuli über Kephallonia in den Süden Griechenlands, während dessen nördlicher und mittlerer Teil von Atilius und Marcius besucht wurde, die danach am Peloponnes wieder die beiden Lentuli treffen sollten.
Perseus protestierte gegen das Erscheinen der Gesandten mit Militärbegleitung in Griechenland; seine Rüge erreicht sie noch in Kerkyra, wurde aber nur rasch mündlich beantwortet. Positive Verhandlungen führten Atilius und Marcius mit drei Bundesversammlungen verschiedener griechischer Staaten, die sie zu Gitana in Epirus, an einem ungenannten Ort in Ätolien und zu Larisa in Thessalien besuchten. Im letztgenannten Land empfingen die römischen Diplomaten auch Gesandte der Akarnanen und römerfreundlich gesinnte Böoter und stellten ihnen im Fall von künftigen Wohlverhalten ein gutes Verhältnis zu Rom in Aussicht. Sorgfältig vorbereitet wurde sodann ein dem Makedonenkönig gewährtes persönliches Gespräch mit den Römern, das am unteren Peneios stattfand. Der Verlauf dieser Begegnung ist recht genau bekannt, da beide Seiten später darüber berichteten: Marcius an den Senat und Perseus in Briefen an die Rhodier. Der Gesandtschaftsführer trug gegenüber dem Makedonenkönig die römischen Vorwürfe und Gründe für eine militärische Konfrontation vor (über die er damals auch Delphi und andere griechische Mächte informierte), dann verteidigte Perseus seinen Standpunkt und es wurde vereinbart, dass er wieder makedonische Diplomaten zu Gesprächen nach Rom senden und inzwischen keine feindlichen Schritte unternehmen sollte. Als kluger und bedenkenloser Verhandler hatte Marcius seinen Landsleuten mit seinen falschen Vorspiegelungen einer Friedenschance für Perseus einen entscheidenden Zeitgewinn für die nötigen Rüstungen verschafft. Er rühmte sich seiner List, musste aber von einem Teil der Senatoren auch Kritik dafür einstecken. Nach seiner Weiterreise mit Atilius von Thessalien nach Böotien wirkte er dort ebenso intrigant und konnte die verschiedenen Positionen der einzelnen Parteien derartig geschickt ausnützen, dass der Städtebund der Böoter praktisch zerfiel. Mit seinem Kollegen machte er sich dann auf den Weg nach Argos, wo er die Achäer dazu bewegen konnte, bis zum Eintreffen von römischen Streitkräften eine Garnison von 1000 Mann in Chalkis zu stationieren. Danach kehrten Atilius und Marcius nach Italien zurück.
Obwohl manche Senatoren Marcius’ Handlungsweise missbilligten, hieß sie der Großteil von ihnen gut und sandte den geschickten Diplomaten sehr bald nach seiner Rückkehr, etwa Anfang 171 v. Chr., mit einer kleinen Kriegsflotte wieder nach Griechenland, wobei er weitgehend nach eigenem Ermessen handeln durfte. Er eroberte Alope, wollte danach Larissa Kremaste besetzen und landete schließlich in Chalkis, wo sich auch andere verbündete Flotten sammelten. Anscheinend nahm er dann aber die nächsten zwei Jahre am Krieg gegen Perseus nicht oder nur in geringem Maß teil, bis er 169 v. Chr. wegen politischer Veränderungen in Rom sein zweites Konsulat antreten konnte.

## Zweites Konsulat 169 v. Chr.
Während der andere Konsul Gnaeus Servilius Caepio Italien zur Provinz erhielt, bekam Marcius die Leitung des Landkriegs, sein Vetter Gaius Marcius Figulus als Prätor die Führung des Seekriegs gegen Makedonien übertragen. Die Römer bauten auf Marcius’ Fähigkeiten, nachdem sich der Dritte Makedonisch-Römische Krieg für sie bisher enttäuschend gestaltet hatte. Der in den Osten gesandte Konsul erhielt auch die Vollmacht, im Krieg zwischen den Ptolemäern und Seleukiden nach seinen Vorstellungen zu intervenieren.
Möglichst früh zu Beginn des Jahres 169 v. Chr. reiste Marcius mit Verstärkungstruppen von Rom nach Brundisium, von wo er mit seinem Vetter Marcius Figulus in drei Tagen nach Actium in Akarnanien segelte. Von Ambrakia gelangte der Konsul in einem Landmarsch nach Thessalien, wo er in Palaipharsalos den Konsul des Vorjahrs, Aulus Hostilius Mancinus traf, um den Befehl über dessen Truppen und jene der römischen Verbündeten zu übernehmen. An seine Armee gewandt warf er Perseus angebliche Untaten vor, zählte die Kriegsgründe auf und wies darauf hin, dass Roms Macht bedeutend größer als jene Makedoniens wäre. In einem Kriegsrat wurde beschlossen, nicht länger in Thessalien zu bleiben, sondern mit den Landstreitkräften nach Makedonien vorzurücken, das der ebenfalls bei der Beratung anwesende Flottenkommandant Marcius Figulus gleichzeitig zur See angreifen sollte. Schon zehn Tage nach der Übernahme der Truppen seines Vorgängers setzte sich der Konsul Marcius in Richtung Perrhaebien in Bewegung und errichtete zwischen Azoros und Doliche am oberen Europos ein Lager.
Damals kam der spätere Geschichtsschreiber Polybios in seiner Funktion als Leiter einer Delegation des Achaischen Bundes ins römische Lager, um Marcius die Bereitschaft des Bundes zu militärischer Unterstützung mitzuteilen. Doch begann der Konsul zuerst den Angriff auf Makedonien, ehe ihm Polybios das Angebot des Bundes unterbreiten durfte. Zwar sagte Marcius, diese Militärhilfe nicht mehr zu benötigen, doch nahm Polybios – nach Abzug der Mitgesandten – an seiner Seite an der römischen Attacke auf Perseus teil. Sein glaubwürdiger Augenzeugenbericht wurde insbesondere von Livius und Appian verwendet und ermöglichte eine genaue Rekonstruktion des Kriegsverlaufs einschließlich der Klärung geographischer Fragen. So konnte der griechische Historiker aus eigener Kenntnis berichten, dass Marcius mit unermüdlicher Energie die gleichen Anstrengungen wie seine Soldaten in Kauf nahm, obwohl er schon gut 60 Jahre zählte und ziemlich schwergewichtig war. Außerdem gab der Konsul laut Polybios zu, dass nur wenige Angreifer ausgereicht hätten, um seine Armee beim beschwerlichen Abstieg vom Olymp vollständig zu besiegen. Der Historiker F. Münzer teilt nicht die Ansicht einiger Forscher, dass Polybios aufgrund einer Kränkung den Konsul absichtlich ungünstig beurteilt hätte.
Zwar kann die strategische Leistung des Konsuls nicht als überragend beurteilt werden, aber immerhin konnte er den Krieg nach Makedonien selbst hineintragen. Dies gelang ihm, indem er von Perrhaebien über schwierige Gebirgspfade des Olymps ins südliche Makedonien vorstieß. 4000 Soldaten unter dem Kommando des Quintus Marcius Philippus, des Sohns des Konsuls, und des Legaten Marcus Claudius Marcellus bildeten die Vorhut. Sie nahmen den Weg über einen Pass, der in der Nähe des Askuris-Sees (heute See von Nezero) lag und schlugen ihr Lager auf einem Berg östlich des Sees auf, gegenüber dem 12.000 Soldaten starken makedonischen Heer unter dem Befehlshaber Hippias. Dann wurde der Konsul verständigt und rückte mit der Hauptarmee nach. Weil aber der Kampf zwischen den steilen und zerklüfteten Bergen den Römern nicht die Ausnützung ihrer militärischen Überlegenheit erlaubte, konnten sie auch nach zwei Tagen das makedonische Heer nicht aus seiner Stellung vertreiben. Daher suchte der Konsul den Abstieg in einer anderen Richtung zu bewältigen, wobei er sich von Pionieren erst einen Weg bahnen lassen musste. Zur Absicherung des Abstiegs wurde der Konsular und Militärtribun Marcus Popillius Laenas mit einem Kontingent am Bergkamm zurückgelassen. Der Weg in die Ebene hinab gestaltete sich sehr schwierig, weil die Römer steile und dichtbewachsene Hänge hinunterklettern mussten. Für die Elefanten wurden sogar künstliche Brücken zu Erleichterung des Abstiegs in sehr steilem Gelände errichtet. Nach der Aussage von Marcius wäre seine Armee bei einer in dieser prekären Situation erfolgten feindlichen Attacke aufgerieben worden. Schließlich erreichten die Römer tiefer gelegene Regionen, und nach der Ankunft von Popillius setzte das wiedervereinte Heer seinen Weg fort und gelangte vier Tage nach dem Beginn seines Abstiegs in die Gegend zwischen Herakleion und Leibethron. Dort wurde ein Lager errichtet. Die Information, dass es den Legionen tatsächlich gelungen war, in die Ebenen Südmakedoniens abzusteigen, bestürzte Perseus dementsprechend.
Dennoch konnte Marcius das erfolgreiche Eindringen in Südmakedonien kaum weiter ausnützen. Er nahm Dion kampflos ein, rückte dann ein Stück in Pieria vor und suchte bei den Makedonen durch deren schonende Behandlung einen günstigen Eindruck zu erwecken. Aufgrund von ernsten Versorgungsschwierigkeiten kehrte er aber bald wieder um, räumte auch Dion und bezog wieder an der Mündung des Peneios Stellung. Dort konnte er den Nachschub von Thessalien aus und auch am Seeweg sicherstellen. Er arbeitete mehr mit Diplomatie als mit militärischen Aktionen, um die angespannte Situation zu bewältigen.
Sehr tückisch scheint sich Marcius gegenüber manchen griechischen Staaten verhalten zu haben. Einer Delegation aus Rhodos, die von Agepolis geleitet wurde, riet der Konsul, als neutraler Staat sowohl Rom als auch dessen Kriegsgegner Perseus eine Vermittlerrolle anzubieten. Die Befolgung dieses Vorschlags musste von Rom misstrauisch beäugt werden, so dass der Ratschlag des Marcius nur als Arglist betrachtet werden kann. Außerdem gab er Polybios bei dessen Abreise den Auftrag, dass die Achaier dem Appius Claudius Centho, der damals in Epirus operierte, nicht die verlangten 5000 Soldaten zuführen sollten. Etwas später, im Winter 169/168 v. Chr., schickte er Briefe an die Achaier, um ihnen darin mitzuteilen, dass sie die in seine eigene Kompetenz fallende Schlichtung des Konfliktes zwischen Antiochos IV. und den Ptolemäern übernehmen sollten. Die Ausführung beider Aufforderungen hätte nur eine Entfremdung der Achaier von Rom bewirkt. Im Widerspruch zu seiner Hauptquelle berichtet Livius nach dem Bericht des römischen Annalisten Valerius Antias, dass Marcius auch ein schlechtes Verhältnis zu seinem Verbündeten Eumenes II. von Pergamon gehabt habe.
Dennoch stellten die Achaier zu Olympia eine Statue von Marcius auf, um seine Verdienste zu würdigen. Ein goldener Lorbeerkranz war andererseits ein Weihgeschenk des Konsuls für Delos.
Zum Ende seiner Amtszeit übergab Marcius Anfang 168 v. Chr. dem neuen Konsul Lucius Aemilius Paullus Macedonicus den Befehl für den weiteren Krieg gegen Makedonien; aber der genaue Hergang dieses Kommandowechsels ist infolge einer Lücke im 44. Band der Historien des Livius nicht bekannt. Da der neue Befehlshaber aber sehr rasch den Krieg siegreich beenden konnte, zeichnet demgegenüber die Untätigkeit des Marcius nach seinem gelungenen Einmarsch in Südmakedonien ebenso wie sein glückloses militärisches Vorgehen in seinem ersten Konsulat gegen die Apuaner kein gutes Bild von seinen Feldherrntalenten.

## Zensur 164 v. Chr.
Trotz seiner nicht aufregenden militärischen Leistungen erhielt Marcius in Anerkennung seiner Dienste für die Republik 164 v. Chr. gemeinsam mit dem siegreichen Perseusbezwinger Aemilius Paullus das hohe Amt eines Zensors. Bekannt ist, dass er sich in dieser Funktion darum kümmerte, die öffentlichen Plätze zu verschönern. Sein Todesjahr ist unbekannt.